# Garaje comercial
El garaje comercial es un espacio privado -y a veces público- que ofrece el servicio de guardado de automóviles a cambio de una renta. Se trata de un local receptor del estado de reposo del auto que idealmente debe cumplir la función de protegerlo de las inclemencias del tiempo así como evitar que sea víctima de actos vandálicos o de hurto.

## Los primeros garajes
La necesidad de guarecer el automóvil sólo se da inicio con la aparición de éste. La invención y circulación de los primeros vehículos motorizados se da a fines del siglo XIX pero rápidamente comienza un proceso de masificación a partir del desarrollo de técnicas industriales como el fordismo y una inserción cultural a escala global. Esta situación fue propiciada por un sinnúmero de eventos como carreras automovilísticas y una feroz campaña publicitaria. Así, se construyen los primeros garajes comerciales alrededor de 1910. La aparición de esta tipología responde preponderantemente a una condicionante arquitectónica: las viviendas de los propietarios de automóviles (un bien de lujo en la época) no poseían el espacio necesario para destinarlo a garaje.

## Características generales
Les primeros garajes observan una propuesta tipológica muy clara. Se trata de una envolvente de corte académico o antiacadémico que esconde tras de sí una estructura muy simple de tipo industrial. Se reconoce allí cierta herencia de la “arquitectura industrial”, con la que se puede emparentar de acuerdo a sus estrategias proyectuales. El mayor desafío consistía en la circulación interna, resuelta por rampas o ascensores. Contaban además con otros usos complementarios como taller mecánico, cargado de nafta o de electricidad. Algunos incluso contemplaban la vivienda de un casero o cuidador.
Posteriormente, los garajes fueron tomando los distintos estilos predominantes de la época, como el racionalismo, perdiendo toda ornamentación e incluso comenzando a desmaterializar la fachada. Hacia las últimas décadas del siglo XX se populariza la tipología de “Playa de Estacionamiento”. En ella se pierden los techos, siendo estos reemplazados generalmente por lonas. Se observa incluso la ausencia total de fachada apareciendo en su lugar un fuelle verde y rejas.

## Abordaje historiográfico y filosófico
Para Marc Augé estos espacios de guardado de los automóviles entran en la categoría de “no-lugar” al tratarse de un espacio genérico, por donde se transita pero sin la importancia suficiente como para ser considerados “lugares”. Para Michel Foucault podría ser considerado un lugar heterotópico, es decir un “otro lugar”, lo que nuevamente lo aleja de las edificaciones que ameritan ser incluidas en los grandes relatos de la historia de la arquitectura.
Esta condición de “lugar no importante” ha sido el estigma propio de la tipología que poco ha sido abordada o estudiada por la historiografía. Nuevas revisiones sobre el tema del transporte aportan una posibilidad de revalorización de la tipología a partir de los denominados “estudios de la inmovilidad”, que ponen en valor lo que sucede cuando aparentemente no sucede nada.